# Georges-Pierre-Joseph Ley
Georges-Pierre-Joseph Ley, francoski general, * 1892, † 1970.